# 国際連合安全保障理事会決議1477
国際連合安全保障理事会決議1477（こくさいれんごうあんぜんほしょうりじかいけつぎ1477 英語: United Nations Security Council Resolution 1477）は、2003年4月29日に国際連合安全保障理事会において全会一致で採択された決議。安保理決議955（1994年11月8日に賛成票多数により採択：ルワンダ国際戦犯法廷の設置）、安保理決議1165（1998年4月30日に全会一致で採択：ルワンダ国際戦犯法廷の第3裁判部設置）、安保理決議1329（2000年11月30日に全会一致で採択：旧ユーゴスラビア国際戦犯法廷およびルワンダ国際戦犯法廷の上訴裁判部の人員拡充）、安保理決議1411（2002年5月17日に全会一致で採択：旧ユーゴスラビア国際戦犯法廷およびルワンダ国際戦犯法廷の判事が多重国籍を所持している場合の扱い）、および安保理決議1431（2002年8月14日に全会一致で採択：ルワンダ国際戦犯法廷の臨時判事をプールする制度）を再確認した上で、国際連合安全保障理事会は国際連合総会にルワンダ国際戦犯法廷の臨時判事候補を提出し審議を行うこととなった。
国際連合安全保障理事会から提出され、アナン事務総長が受理した35名の臨時判事候補者は次の通りである。
- アハタ・セイカー・アブドゥール（チャド）
- アイディン・セファ・アカイ（トルコ）
- フローレンス・リタ・アレー（カメルーン）
- アブドゥライ・バリー（ブルキナファソ）
- ミゲル・アントニオ・ベルナル（パナマ）
- ソロメ・ボッサ（ウガンダ）
- ロバート・フレマー（トルコ）
- シルビオ・ゲラ・モラレス（パナマ）
- タグリード・ヒクマット（スウェーデン）
- カリン・ホクボリ（スウェーデン）
- ヴァグン・ヨーエンセン（デンマーク）
- ジベルダオ・グスタフ・カム（ブルキナファソ）
- ジョセフ＝メダール・カバ・カシャラ・カトゥアラ（コンゴ民主共和国）
- エンゲラ・A・キレオ（タンザニア）
- ナターリア・P・キマロ（タンザニア）
- アグニェシュカ・クロノヴィエカ＝ミラート（ポーランド）
- フラビア・ラタンツィ（イタリア）
- ケネス・マシャン（イギリス）
- ジョセフ・エドワード・キオンド・マサンチェ（タンザニア）
- パトリック・マチビニ（ザンビア）
- エドゥアール・エヌガルタ・エムバイローム（チャド）
- アントワーヌ・ケシア＝ムベ・ミンドゥア（コンゴ民主共和国）
- タン・スリ・ダトー・モハッド / アズミ・ダトー・カマルディン（マレーシア）
- リー・ガウイガ・ムソガ（ケニア）
- ローラン・ナウンディ（チャド）
- ベラディンガー・ナゴニャム（チャド）
- ダニエル・デイヴィッド・ンタンダ・ネセレコ（ウガンダ）
- 朴善基（韓国）
- タチアナ・ラドゥカヌ（モルドバ）
- エムパラニー・マミィ・リチャード・ラジョンソン（マダガスカル）
- エドワード・ムカンダラ・K・ルタカングァ（タンザニア）
- エミール・フランシス・ショート（ガーナ）
- アルベルト・ヘンリクス・ヨアネス・スワート（オランダ）
- ゼノフォン・ウリアノフスキ（モルドバ）
- アウラ・エメリータ・ゲーラ・デ・ヴィララス（パナマ）

候補者の中から18名が臨時判事として選出され、2008年までに任期を完了することになっていた。